# 西埃斯特雷拉
西埃斯特雷拉是巴西圣保罗州的一个市镇。总面积296.261平方公里，总人口8081人，人口密度27.3人/平方公里。